# Fort Loramie, Ohio
Fort Loramie là một làng thuộc quận Shelby, tiểu bang Ohio, Hoa Kỳ. Năm 2010, dân số của làng này là 1478 người.

## Dân số
- Dân số năm 2000: 1344 người.
- Dân số năm 2010: 1478 người.